# Cratere Al-Jāhiz
Al-Jāhiz è un cratere d'impatto presente sulla superficie di Mercurio, a 1,2° di latitudine nord e 21,5° di longitudine ovest. Il suo diametro è pari a 83 km.
Il cratere è dedicato allo scrittore arabo del IX secolo Al-Jāḥiẓ.